# Ляянмяэ, Энн
Энн Ляянмяэ (Ляэнмяэ; эст. Enn Läänmäe; 6 декабря 1964, Таллин) — советский и эстонский футболист, полузащитник.

## Биография
В советский период около десяти лет с перерывом выступал за команду «Норма» (Таллин) в чемпионате Эстонской ССР среди КФК, становился чемпионом республики (1988), неоднократным призёром чемпионата, обладателем Кубка Эстонской ССР (1989). Также два сезона провёл в соревнованиях мастеров в клубе второй лиги СССР ШВСМ (Таллин), сыграл 27 матчей. После распада СССР играл за клубы низших лиг Финляндии.
В 1993—1995 годах выступал в высшем дивизионе Эстонии за «Таллинна Садам», провёл 31 матч и забил 9 голов. В сезоне 1993/94 стал лучшим снайпером своего клуба с 7 мячами. Затем много лет играл в низших лигах Эстонии, в основном за клубы Таллина.
В составе юниорской сборной Эстонской ССР — участник футбольного турнира Спартакиады народов СССР 1983 года. В 1984 году участвовал в матче сборной Эстонской ССР против сборной Афганистана (3:0) и стал автором гола. В ноябре 1991 года провёл два матча за сборную Эстонии на Кубке Балтии, однако эти игры не учтены в официальном реестре сборной.
Много лет работал детско-юношеским тренером. В 2012 году вошёл в тренерский штаб «Левадии», где в 2012—2014 годах возглавлял третий состав клуба, игравший в низших лигах чемпионата страны, а в 2017 и 2021 годах тренировал команду 17-летних, игравшую в юниорском первенстве Эстонии. Также работал судьёй на матчах низших лиг. Одновременно много лет работал преподавателем физкультуры и тренером в Таллинской высшей технической школе. Имеет тренерскую лицензию «А».

## Личная жизнь
Три дочери. Старшая, Сарон Ляэнмяэ (род. 1996) также стала футболисткой, выступала за женскую сборную Эстонии.